# Aulangon alue
Aulangon alue este o arie protejată (arie specială de conservare — SAC, sit de importanță comunitară — SCI) din Finlanda întinsă pe o suprafață de 353 ha, integral pe uscat.

## Localizare
Centrul sitului Aulangon alue este situat la coordonatele 61°01′18″N 24°27′48″E / 61.0217°N 24.4633°E.

## Înființare
Situl Aulangon alue a fost declarat sit de importanță comunitară în august 1998 pentru a proteja un număr necunoscut de specii din flora spontană și fauna sălbatică aflate în arealul zonei. Situl a fost protejat și ca arie specială de conservare în aprilie 2015.

## Biodiversitate
Situată în ecoregiunea boreală, aria protejată conține 6 habitate naturale: Cursuri de apă de la nivel de câmpie la nivel montan, cu vegetație Ranunculion fluitantis și Callitricho-Batrachion, Pante stâncoase silicioase cu vegetație casmofită, Taiga vestică, Păduri fino-scandinave bogate în ierburi cu Picea abies, Păduri caducifoliate de mlaștină fino-scandinave, Mlaștini împădurite.
La baza desemnării sitului se află un număr nedeclarat de specii protejate.
Pe lângă speciile protejate, pe teritoriul sitului au mai fost identificate 5 specii de plante, 3 specii de păsări, 3 specii de nevertebrate, 1 specie de pești.